# Mascarells
Els mascarells o súlids (Sulidae) són una família d'ocells marins pelicaniformes que se submergeixen al mar per pescar. Amb freqüència amb el nom de mascarell es fa referència a l'única espècie de la família que es presenta als Països Catalans, el mascarell comú.
La família d'ocells Sulidae comprèn els Morus i els Sula. Col·lectivament anomenats súlids, són ocells marins costaners de mida mitjana-grossa que es capbussen per pescar i depredar. Les 10 espècies d'aquesta família es consideren sovint coespecífics en fonts més antigues, situant-les totes en el gènere Sula. No obstant això, Sula i Morus es poden distingir fàcilment per caràcters morfològics, conductuals i de seqüència d'ADN. El mascarell d'Abbott (Papasula) té el seu propi gènere, ja que es diferencia d'ambdós en aquests aspectes. Sembla ser un llinatge diferent i antic, potser més proper als Morus que als veritables Sula.

## Descripció
Els súlids són ocells grossos, mesuren entre 60 i 85 cm de longitud i tenen una envergadura alar d'uns 140 a 175 cm. Tenen ales llargues, estretes i punxegudes, i una cua bastant llarga amb forma romboïdal, les plomes exteriors de la qual són més curtes que les centrals. La musculatura de vol és força petita però els permet enfonsar-se bastant a l'hora de bussejar, vindria a ser com un intercanvi adaptatiu en relació amb algun sacrifici en el rendiment del vol. En conseqüència, són molt aerodinàmics, reduint l'arrossegament, de manera que els seus cossos són com "torpedes-formes" i una mica plans.
Les potes són robustes i els peus palmats, amb una membrana interdigital que connecta els quatre dits dels peus. En algunes espècies, les membranes interdigitals són de colors brillants i s'utilitzen en exposicions de festeig. El bec sol ser de colors cridaners, llarg, profund a la base, i punxegut, amb vores de serra. La mandíbula superior es corba lleugerament cap avall a la punta i es pot moure cap amunt per engolir preses grosses. Per mantenir l'aigua fora durant els picats, les fosses nasals entren en el bec en lloc d'obrir-se directament a l'exterior. Els ulls estan posicionats cap endavant, i proporcionen un camp més ampli de visió binocular que en la majoria d'altres ocells.
El plomatge sol ser blanc, marró clar o grisenc i les ales fosques i (normalment) també la cua, o almenys una mica marró fosc o negre per sobre amb les parts inferiors blanques; els Morus tenen un to groguenc al cap. La cara normalment té algun tipus de marques negres, normalment a les llistes lorals. A diferència dels seus parents (els anhingues i corbs marins), els súlids tenen una glàndula sebàcia ben desenvolupada, les secrecions ceroses de la qual es propaguen sobre les  plomes per a la impermeabilització i el control de paràsits. Muden les plomes de la cua de forma irregular i les plomes de vol de les ales en etapes, de manera que a partir de la primera muda sempre tenen algunes plomes antigues, algunes noves, i algunes parcialment mudades. S'ha registrat muda com a resposta a períodes d'estrès.

## Distribució i ecologia
Els súlids es distribueixen principalment en aigües tropicals i subtropicals, però també es troben en regions temperades. Aquests ocells no són veritablement ocells marins pelàgics com els Procel·lariiformes, i normalment es queden força a prop de les costes, però les abundants colònies de súlids que existeixen en moltes illes del Pacífic suggereixen que no són infreqüents quan els temporals els fan fora de la seva àrea de distribució per les tempestes, i poden desplaçar-se llargues distàncies a la recerca d'un lloc segur per aterrar si cal.

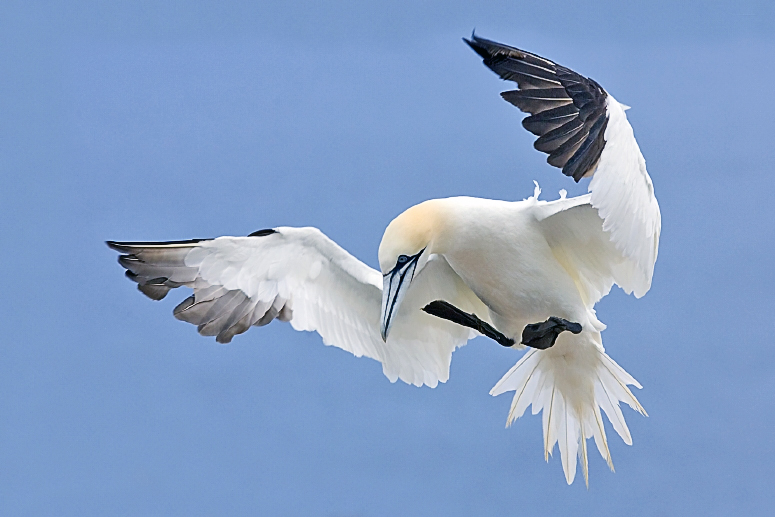
Mascarell atlàntic (Morus bassanus) instants abans d'aterrar.

Totes les espècies s'alimenten exclusivament al mar, principalment de peixos de mida mitjana i invertebrats marins de mida similar (per exemple, cefalòpodes). Moltes espècies s'alimenten comunament, i algunes espècies segueixen vaixells de pesca per alimentar-se de les captures accidentals i els esquers. El comportament de caça típic és una immersió des de l'aire, capturant l'ocell a un o dos metres sota l'aigua. Si la presa aconsegueix escapar, li poden donar caça utilitzant les cames i ales per nedar sota l'aigua.
Com s'ha assenyalat anteriorment, els trets de comportament dels Morus i els Sulas difereixen considerablement, però els súlids en conjunt es caracteritzen per diverses sinapomorfies conductuals: abans d'enlairar-se, mouen el bec cap amunt (Morus) o cap endavant (Sulas). Després d'aterrar de nou, apunten cap avall amb el bec. En resposta a una amenaça, no ataquen, sinó que mouen el cap i apunten amb el bec als intrusos.

### Reproducció

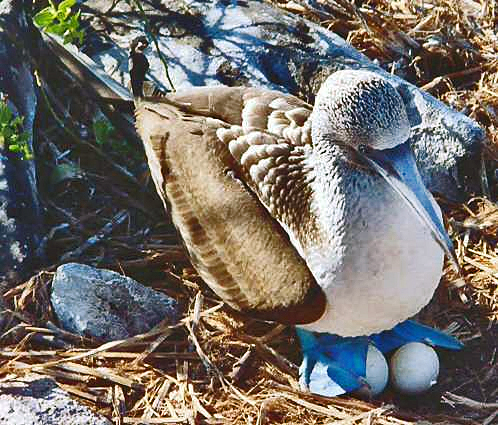
Mascarell camablau (Sula nebouxii) incubant els ous.

Tots els súlids es reprodueixen en colònies. Els mascles examinen en vol la zona de la colònia i després trien un lloc pel niu, que defensen mitjançant combats i mostres territorials. Els mascles després gallegen les femelles mitjançant una exhibició i una crit especials. El comportament d'exhibició és característic, encara que no tan divers com les nombroses variacions que es troben entre els corbs marins; normalment inclou el mascle sacsejant el cap. Les femelles busquen la colònia en vol i a peu per a trobar-se amb un company. Un cop seleccionat el mascle, les parelles mantenen els enllaços empolainant-se entre ells i amb còpules freqüents.
La posta és típicament de dos ous. Els ous no estan tacats (però ho poden estar per restes al niu), són blanquinosos, blau pàl·lid, verds o rosats, i tenen un revestiment que s'assembla a la calç. El pes de l'ou oscil·la entre el 3,3 i el 8,0% del pes de la femella. La incubació dura entre 42 i 55 dies, depenent de l'espècie. Ambdós sexes incuben; igual que els seus parents, no tenen placa d'incubació, però els peus es tornen vascularitzats i calents, i col·loquen els ous sota les membranes. Els ous perduts durant la primera meitat d'incubació són reemplaçats.
En l'eclosió, els pares mouen els ous i després les cries a la part superior de les membranes. Les cries neixen sense plomes, però aviat desenvolupen plomissol. Demanen aliment tocant el bec del pare i aquest l'alimenta regurgitant l'aliment dipositant-lo directament en la cavitat bucal. Al principi, almenys un dels pares sempre assisteix als joves altricials; després de dues setmanes,  a vegades tots dos pares deixen el niu sense vigilància mentre van a pescar. Els temps perquè els pollets deixin el niu i es siguin independents dels pares depenen en gran manera del subministrament d'aliments. Poques vegades més d'un pollet arriba a la maduresa, excepte en el mascarell del Perú (Sula variegata), que fa la posta de dos o quatre ous, i menys sovint en el mascarell camablau (S. nebouxii). És freqüent el caïnisme per part del pollet més fort.

## Sistemàtica i evolució

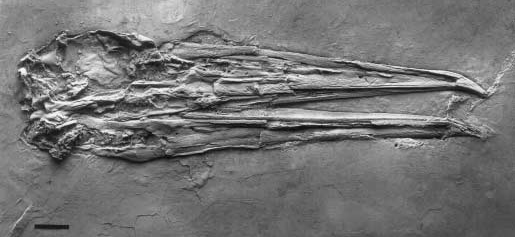
Calavera de Masillastega rectirostris

Els súlids estan relacionats amb una sèrie d'altres ocells aquàtics, que no tenen fosses nasals externes ni placa d'incubació, però tenen quatre dits del peu i bossa gular. Els parents vius més propers dels súlids són els falacrocoràcids (corbs marins) i els anhinga. Aquests últims són una mica intermedis entre els súlids i els corbs marins, però (com molts corbs marins) són ocells d'aigua dolça en un clade que conté altres ocells marins, i també simplesiomorfs amb els súlids però sinapomorfs amb corbs marins en altres aspectes. Per tant, els súlids semblen ser el llinatge més antic i diferent d'aquests tres, que estan units en un subordre Sulae. En aquest cas, els súlids es col·loquen normalment simplement com una família; de vegades, es reconeix una superfamília anomenada Suloidea, on algunes de les formes prehistòriques primitives (per exemple, Empheresula, Eostega, i Masillastega) es col·loquen com llinatges basals diferents dels súlids actuals. No obstant això, la família proposada Pseudosulidae (o Enkurosulidae) és gairebé segura invàlida.
Els Sulae van ser tradicionalment inclosos en els pelecaniformes en l'obsoleta circumscripció parafilètica, però els pelicans, la família homònima dels pelecaniformes, estan en realitat més estretament relacionats amb els ardèids, els ibis i els becplaners, l'ocell martell i el bec d'esclop que amb els súlids i aliats. En reconeixement d'això, s'han proposat separar els Sulae en un nou ordre Falacrocoraciformes, que també inclou els fregata (Fregatidae), així com un o més llinatges prehistòrics que estan completament extingits avui en dia. La Llista Mundial d'Ocells de l'UIO utilitzar Suliformes com a nom d'ordre proposat.
Dins de la pròpia família, es reconeixen tres gèneres vius: Sula (sis espècies), Papasula (una espècie), i Morus (tres espècies). Un estudi de 2011 de múltiples gens va trobar que el mascarell d'Abbott era basal als altres dos, i que probablement s'haurien divergit d'ells fa uns 22 milions d'anys, i els avantpassats dels Sula i Morus restants es van dividir fa uns 17 milions d'anys. L'avantpassat comú més recent de tots els Morus va viure a finals del Miocè fa uns 6 milions d'anys, després de la qual cosa es van divergir constantment. Els Sula es van separar més recentment, només fa al voltant de 2,5 milions d'anys.

## Taxonomia del grup
Gènere Sula (Brisson, 1760)
- Mascarell camablau, Sula nebouxii
- Mascarell del Perú, Sula variegata
- Mascarell emmascarat, Sula dactylatra
- Mascarell de Grant, Sula granti (abans considerat subespècie de S. dactylatra)
- Mascarell cama-roig, Sula sula
- Mascarell bru, Sula leucogaster
- Mascarell de Tasmània, Sula tasmani†

Gènere Papasula (Olsen & Warhett, 1988)
- Mascarell d'Abbott, Papasula abbotti

Gènere Morus (Linnaeus, 1753)
- Mascarell del Cap, Morus capensis
- Mascarell atlàntic, Morus bassanus
- Mascarell australià, Morus serrator

A més d'aquests tres gèneres, n'hi ha d'altres que només es troben com a fòssils. El registre fòssil de súlids és força extens a causa de les moltes formes del Miocè/Pliocè que s'han recuperat, però el llinatge de súlids es remunta a l'Eocè, i tots (com la friga extinta de l'Eocè inferior Limnofregata) considerades, els súlids semblen haver divergit del llinatge que porta als corbs marins i anhinga fa uns 50 milions d'anys, potser una mica abans. La radiació evolutiva inicial va formar un nombre de gèneres que ara estan completament extingits, com el Masillastega d'aigua dolça (que, com s'ha assenyalat anteriorment, podria no haver estat un súlid de tipus modern) o l'estrany Rhamphastosula (que tenia un bec semblant als tucans). Els gèneres moderns van evolucionar (com molts altres gèneres d'ocells vius) al voltant de la frontera entre l'Oligocè i el Miocè al voltant de 23 milions d'anys. Microsula, que va viure durant aquest temps, sembla haver estat un Sula primitiu que encara tenia moltes simplesiomorfies amb els Morus. Igual que els altres Falacrocoraciformes, els súlids es van originar probablement a l'Atlàntic o de l'oest del mar de Tetis, probablement abans en aquest últim en lloc ja que els fòssils més antics són abundants a Europa, però absents dels dipòsits americans contemporanis ben estudiats.
Els súlids prehistòrics (o suloides) coneguts només a partir de fòssils són:
- Masillastega (Eocè inferior, Messel, Alemanya) – pot pertànyer a Eostega
- Eostega (Eocè tardà, Cluj-Manastur, Romania) – pot incloure Masillastega
- Gènere Sulidae. espècie indeterminada. (Oligocè tardà, Thalberg, Alemanya) – Empheresula?[12]
- Gènere Sulidae. espècie indeterminada. (Oligocè tardà, de Carolina del Sud, Estats Units) – Microsula?[7]
- Empheresula (Oligocè superior, Gatnat, França – Miocè mitjà de Steinheimer Becken, Alemanya) – incloent "Sula" arvernensis, "Parasula"[13]
- Microsula (Oligocè superior, Carolina del Sud, Estats Units – Miocè mitjà, Grund, Àustria) – pot pertànyer a Morus o Sula, inclou "Sula" avita, "S." pygmaea, Enkurosula, "Pseudosula"[14]
- Sarmatosula (Miocè mitjà, Credinta, Romania)
- Miosula (Miocè tardà, Califòrnia)
- Paleosula (Pliocè inferior, Califòrnia)
- Rhamphastosula (Pliocè superior, sud de Perú)
- Bimbisula (Pliocè mitjà, Carolina del Sud)[15]
- Gènere Sulidae, espècie indeterminada (Pliocè tardà, Valle di Fine, Itàlia) – Morus?[16]

Prophalacrocorax ronzoni de Ronzon, França, de l'oligocè inferior va ser col·locat de manera diversa en el gènere Mergus, a Sula, i finalment en un gènere diferent, en els Falacrocoracidae. Tot i que és força probable que pertanyi als Sulae i pot haver estat un antic súlid (o suloide). Tanmateix, de les tres posicions explícitament proposades, cap sembla ser correcte.